# Ali Sami Yen

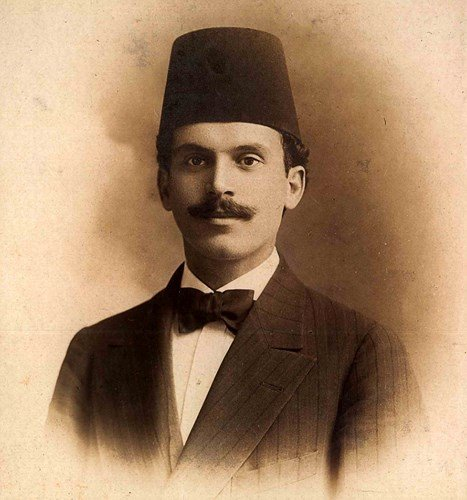
Ali Sami Yen

Ali Sami Yen (Kandilli, Istanboel, 20 mei 1886 – Feriköy, 29 juli 1951) was de oprichter van de Turkse voetbalclub Galatasaray.
Hij werd geboren als Ali Sami Frashëri en was een zoon van de Albanese schrijver Sami Frashëri. In 1934 nam hij ten gevolge van een nieuwe Turkse wet die achternamen verplicht stelde de achternaam "Yen" ("Win") aan.

## Galatasaray
In zijn jonge jaren was hij leerling van het Galatasaray Lisesi (Galata-lyceum). In 1905 richtte hij met enkele medeleerlingen de sportclub Galatasaray op. Tot 1918 was hij de eerste voorzitter van de club. Tot 1908 was hij bovendien de eerste trainer van de club.
De club is heden ten dage het bekendst als voetbalclub, maar er worden ook andere sporten beoefend zoals basketbal, volleybal, zwemmen, roeien, waterpolo en atletiek.

## Andere verdiensten
Yen was ook op andere sportieve terreinen actief: in 1923 werd hij de eerste coach van het Turkse Nationale voetbalteam tijdens de eerste interland tegen Roemenië. Tevens was hij tussen 1926 en 1931 voorzitter van het Turkse Olympisch Comité.
Het voormalig thuisstadion van Galatasaray, het Ali Sami Yenstadion, werd naar hem vernoemd.